# Muhteşem Yüzyıl
Muhteşem Yüzyıl (en español: El siglo magnífico), conocida en algunos países como El sultán o Suleimán, el gran sultán, es una serie de televisión turca de 2011 producida por Tims Productions. Basada en la vida del sultán otomano Suleimán el Magnífico, el sultán del Imperio Otomano con el reinado más largo, y su esposa Hürrem Sultan, una esclava que se convirtió en la primera Haseki sultan otomana más poderosa en la historia Otomana. También arroja luz sobre la era conocida como el Sultanato de las Mujeres. Originalmente se transmitió en Show TV, pero fue trasladada a Star TV.

## Argumento
La serie sigue el reinado del Sultán Suleimán. A los 26 años, Suleimán se entera de que su padre ha muerto y que su propio reinado está a punto de comenzar. Está decidido a construir un imperio más poderoso que el de Alejandro Magno y hacerlo invencible. A lo largo de su reinado de 46 años, su fama como el más grande guerrero y gobernante de su época se extenderá tanto a Oriente como a Occidente. Con su compañero Pargalı İbrahim, Suleiman logrará grandes victorias, dando a conocer su nombre en el Mundo Musulmán. İbrahim, quien se casa con la hermana del sultán, es referido por él como su hermano, amigo y consejero.
Suleiman consolida su poder: İbrahim, como Gran Visir, refuerza el estado de derecho en todo el imperio, se reúne con diplomáticos extranjeros y se prepara para las campañas militares. Todo esto tiene como telón de fondo la tensión entre la Europa cristiana y el Imperio Otomano.
La serie también se enfoca en las relaciones entre los miembros de la casa imperial, con la ex esclava y eventual consorte principal y esposa del Sultán Hürrem Sultan inevitablemente ocupando un lugar destacado. Los temas incluyen: la animosidad entre Hürrem y Mahidevran Sultan, madre del hijo mayor del Sultán, el papel de Hafsa Sultan, la madre sultana y la carrera inestable de Hürrem desde su ascenso inicial mientras estaba embarazada del hijo de Suleimán, a través de sus posteriores caídas y recuperaciones, y finalmente hasta su eventual regreso a la gracia.

## Secuela
La historia comienza 37 años después de la muerte de Suleimán el Magnífico. Cuenta la vida de Kösem Sultan, una gobernante del Imperio Otomano a través de sus hijos y nieto.

## Temporadas
| Temporada | Temporada | Episodios | Rango de episodios | Canal            | Emisión original         | Emisión original    |
| Temporada | Temporada | Episodios | Rango de episodios | Canal            | Inicio                   | Final               |
| --------- | --------- | --------- | ------------------ | ---------------- | ------------------------ | ------------------- |
|           | 1         | 24        | 1 - 24             | Show TV          | 5 de enero de 2011       | 22 de junio de 2011 |
|           | 2         | 39        | 25 - 63            | Show TV, Star TV | 14 de septiembre de 2011 | 6 de junio de 2012  |
|           | 3         | 40        | 64 - 103           | Star TV          | 12 de septiembre de 2012 | 19 de junio de 2013 |
|           | 4         | 36        | 104 - 139          | Star TV          | 18 de septiembre de 2013 | 11 de junio de 2014 |

## Personajes

### La Familia Imperial
- Halit Ergenç como Suleimán el Magnífico, el décimo sultán del Imperio Otomano, hijo de Selim I.
- Meryem Uzerli y Vahide Perçin como Hürrem Sultan, Haseki sultan del Imperio Otomano y esposa legal del Sultán Suleimán, madre de los cinco hijos menores del Sultán.
- Nur Fettahoğlu como Mahidevran Sultan, segunda consorte del sultán Suleimán y madre de Şehzade Mustafa.
- Selma Ergeç como Hatice Sultan, hermana del sultán Suleimán, hija del sultán Selim I, esposa de Ibrahim Pasha y madre de sus dos hijos.
- Okan Yalabık como Ibrahim Pasha, Gran visir del Imperio Otomano, el mejor amigo del sultán Suleimán, marido de Hatice Sultan.
- Nebahat Çehre como Ayşe Hafsa Sultan, Madre Sultana del Imperio Otomano y madre del Sultán Suleimán, Hatice Sultan, Shahrazad Sultan, Fatma Sultan y Beyhan Sultan, viuda del Sultán Selim I.
- Yusuf Berkan Demirbağ, Tunç Oral y Mehmet Günsür como el Príncipe Mustafa, el hijo mayor del sultán Suleimán con Mahidevran, primer heredero al trono.
- Berrak Tüzünataç como Mihrünnisa Sultan, esposa legal del príncipe Mustafa y madre de su hijo, hija de Hizir Hayreddin Pasha.
- Arda Anarat y Gürbey İleri como el Príncipe Mehmed, el hijo mayor del sultán Suleimán y Hürrem Sultan.
- Ayda Acar, Melis Mutluç y Pelin Karahan como Mihrimah Sultan, la segunda hija del sultán Suleimán con Hürrem Sultan, esposa de Rüstem Pasha.
- Ozan Güven como Rüstem Pasha, esposo de Mariam Sultan y Gran Visir del Imperio Otomano.
- Yiğit Üst y Engin Öztürk como el Príncipe Selim, el tercer hijo del sultán Suleiman y Hürrem Sultan y más tarde el undécimo sultán del Imperio Otomano, padre de Murad III.
- Merve Boluğur como Nurbanu Sultan, esposa legal del Príncipe Selim, luego madre de Murad III.
- Erhan Can Kartal y Aras Bulut İynemli como el Príncipe Bayaceto, cuarto hijo del sultán Suleimán con Hürrem.
- Mina Tuana Güneş y Burcu Özberk como Huricihan Sultan, hija de Hatice Sultan e Ibrahim Pasha, prima y esposa legal de Bayezid.
- Aybars Kartal Özson y Tolga Sarıtaş como el Príncipe Cihangir, el quinto y último hijo del sultán Suleimán con Hürrem.
- Deniz Çakır como Shahrazad Sultan, hermana del sultán Suleimán, esposa de Lütfi Pasha, madre de Esmahan Sultan.
- Mehmet Özgür como Lütfi Pasha, esposo de Sahrazad Sultan, más tarde Gran Visir del Imperio Otomano después de la muerte de Ayas Pasha, padre de Esmahan Sultan.
- Meltem Cumbul como Fátima Sultan, hermana del sultán Suleimán, esposa de Kara Ahmed Pasha.
- Selen Öztürk como Gülfem Hatun, primera consorte del sultán Suleimán y madre de su primer hijo, confidente de Hatice Sultan, tesorera principal del harén.
- Pınar Çağlar Gençtürk como Beyhan Sultan, hermana del sultán Suleimán, esposa de Ferhad Pasha.
- Yasemin Allen como Defne Sultan, consorte del Príncipe Bayaceto y madre de su hijo menor.
- Ecem Çalık como Esmehan Sultan, hija de Shahrazad Sultan y Lütfi Pasha.
- Alize Gördüm como Nergisşah Sultan, hija del Príncipe Mustafa.
- Serhan Onat como el Príncipe Murad, hijo del Príncipe Selim y Nurbanu Sultan.
- Koray Efe Yazgan como el Príncipe Orhan, el hijo mayor del Príncipe Bayaceto.
- Efe Mehmet Güneş como Sultanzade Osman, el hijo de Hatice Sultan e Ibrahim Pasha.

### Segunda Temporada
- Halit Ergenç: Suleimán el magnífico, Décimo sultán del Imperio Otomano.

- Meryem Uzerli: Sultana Hürrem, Tercera consorte y favorita del sultán Suleimán. Madre de cinco de sus hijos, cuatro de ellos, príncipes.

- Nur Fettahoğlu: Sultana Mahidevran, Segunda consorte de Suleimán y madre del príncipe Mustafá.

- Okan Yalabık: İbrahim Pasha, Gran Visir del Imperio Otomano, mejor amigo de Suleimán, Esposo de la sultana Hatice.

- Selma Ergeç: Sultana Hatice, Hermana de Suleimán. Esposa de Ibrahim.

- Nebahat Çehre: Madre Sultana Ayşe Hafsa, Madre de Suleimán, Hatice y Beyhan. Viuda del sultán Selim I.†

- Selen Öztürk: Sultana Gülfem, Primera consorte de Suleimán y confidente de Hatice.

- Mehmet Günsür Príncipe Mustafá, Hijo mayor de Suleimán con Mahidevran. Primer heredero al trono.

- Burak Özçivit: Malkoçoğlu Bali Bey, Comandante militar otomano al servicio de Suleimán.

- Müjde Uzman: Armin

- Pelin Karahan: Mihrimah Sultan, Única hija de Suleimán y Hürrem.

- Gürbey Ileri:Príncipe Mehmed, Primer hijo de Suleimán y Hürrem.

- Engin Öztürk: Príncipe Selim, Tercer hijo de Suleimán y Hürrem.

- Aras Bulut İynemli: Príncipe Bayaceto, Cuarto hijo de Suleimán y Hürrem.

- Tolga Sarıtaş: Príncipe Cihangir, Quinto y último hijo de Suleimán y Hürrem.

- Pinar Çağlar Gençtürk: Sultana Beyhan, Hermana de Suleimán y esposa de Ferhat Pashá.

- Sema Keçik: Daye, Sirvienta de la madre sultana y encargada del Harén.†
- Ozan Güven: Rüstem, jefe del Establo, hombre de confianza de Hürrem.

- Selim Bayraktar: Sümbül Agha, Eunuco sirvente en el harén.

- Filiz Ahmet: Nigar Kalfa, (Firial*)Sirvienta y tutora del harén.

- Nihan Büyükağaç: Gülşah, Sirvienta de Mahidevran.
- Ezgi Eyüboğlu: Aybige, Prometida del príncipe Mustafá (aunque enamorada de Bali Bey) y sobrina de la madre sultana.

### Tercera Temporada
- Halit Ergenç: Suleimán el magnífico, décimo sultán del Imperio Otomano.

- Meryem Uzerli: Aleksandra, Hürrem, Tercera consorte, legal y favorita de Suleimán. Madre de cinco de sus hijos. Cuatro de ellos, príncipes.

- Nur Fettahoğlu: Sultana Mahidevran, Segunda consorte de Suleimán y madre del príncipe Mustafá.

- Okan Yalabık: İbrahim Pasha, Gran Visir del Imperio Otomano, mejor amigo de Suleimán, Esposo de la sultana Hatice.†

- Selma Ergeç: Sultana Hatice, Hermana de Suleimán. Esposa de Ibrahim. †

- Mehmed Günsur Príncipe Mustafá, Hijo mayor de Suleimán con Mahidevran. Primer heredero al trono.

- Selen Öztürk: Sultana Gülfem, Primera consorte de Suleimán y confidente de Hatice.

- Deniz Çakır: Sultana Şah (Shahrazad*)Hermana de Suleimán y esposa de Lütfi Pasha.

- Burak Özçivit: Malkoçoğlu Bali Bey, Comandante militar otomano al servicio de Suleimán.

- Pelin Karahan: Sultana (Mariam*)/Mihrimah, Única hija de Suleimán y Hürrem.
- Gürbey İleri  Príncipe Mehmed, Primer hijo de Suleimán y Hürrem.†

- ¿?: Príncipe Selim, Tercer hijo de Suleimán y Hürrem.
- ¿? Príncipe Bayaceto, cuarto hijo de Suleiman y Hürrem.
- ¿? Príncipe Cihangir, Quinto y último hijo de Suleiman y Hürrem.
- Ozan Güven: Rüstem Pasha Gran Visir del Imperio Otomano. Esposo de Mihrimah.

- Pinar Çağlar Gençtürk: Sultana Beyhan, Hermana de Suleimán y esposa de Ferhat Pashá.
- Sabina Toziya: Afife, Tesorera del harén. Dama de crianza de Suleimán.

- Selim Bayraktar: Sümbül Agha Eunuco sirvente en el harén.

- Filiz Ahmet: Nigar Kalfa (Firial*)Sirvienta y tutora del harén.†

- Cansu Dere: Firuze / Hümeyra Princesa safavida del harén de Suleimán. Compitió con Hürrem por el amor del Sultán.
- Ecem Çalik: Sultana Esmehan, Hija de Şah y Luftï Pashá.

- Nihan Büyükağaç: Gülşah, antigua Sirvienta de la sultana Mahidevran, ahora sirvienta de la sultana Hürrem.†

### Cuarta Temporada
- Halit Ergenç: Suleimán el magnífico, Décimo sultán del Imperio Otomano.†

- Vahide Perçin Sultana Hürrem, Tercera consorte, legal y favorita del sultán Suleimán. Madre de cinco de sus hijos, cuatro de ellos, príncipes.†

- Nur Fettahoğlu Sultana Mahidevran, Segunda consorte de Suleimán y madre del príncipe Mustafá.

- Mehmet Günsür Príncipe Mustafá, hijo mayor de Suleimán con Mahidevran. Primer heredero al trono.†

- Meltem Cumbul Sultana Fatma (Fátima*), hermana de Suleimán y esposa de Kara Ahmed Pasha.

- Selen Öztürk Sultana Gülfem, primera consorte de Suleimán, tesorera y administradora del harén. †

- Pelin Karahan Sultana(Mariam*)/Mihrimah, única hija de Suleimán y Hürrem.

- Ozan Güven Rüstem, Gran Visir del Imperio Otomano. Esposo de Mihrimah.†

- Engin Öztürk Príncipe Selim, tercer hijo de Suleimán y Hürrem.

- Aras Bulut İynemli Príncipe Bayaceto, cuarto hijo de Suleimán y Hürrem. †

- Tolga Sarıtaş Príncipe Cihangir, quinto y último hijo de Suleimán y Hürrem.†

- Merve Boluğur Cecilia / Nurbanu Consorte del príncipe Selim.

- Berrak Tüzünataç Mihrünnisa, consorte del príncipe Mustafá.†

- Burcu Özberk Sultana Huricihan, hija de Hatice e Ibrahim Pasha. y consorte del príncipe Bayaceto.†

- Selim Bayraktar Sümbül Agha, eunuco sirvente en el harén, leal a la sultana Hürrem.

- Alize Gördüm Sultana Nergizşah (Narges*), única hija del príncipe Mustafá.

- Sabina Toziya Afife, tesorera del harén. Dama de crianza de Suleimán. †

- Almeda Abazi Valeria / Nazenin, Sirvienta de Nurbanu, concubina de Suleiman y posteriormente madre de su hija la sultana Raziye. †

## Controversia
Desde el estreno hasta su final, la población más conservadora de Turquía se manifestó en contra de la serie. Incluso durante un discurso a finales de noviembre de 2012, Recep Tayyip Erdoğan demostró su descontento por la emisión de la producción.

## Premios y nominaciones
| Año  | Premios                                 | Categoría                 | Nominado        | Resultado | Ref.  |
| ---- | --------------------------------------- | ------------------------- | --------------- | --------- | ----- |
| 2011 | Antalya Television Awards               | Mejor serie de drama      | Muhteşem Yüzyıl | Ganadora  | [ 6 ] |
| 2011 | Antalya Television Awards               | Mejor drama de época      | Muhteşem Yüzyıl | Ganadora  | [ 6 ] |
| 2011 | Antalya Television Awards               | Mejor actor de drama      | Halit Ergenç    | Nominado  | [ 7 ] |
| 2011 | Antalya Television Awards               | Mejor actor de drama      | Okan Yalabık    | Ganador   | [ 6 ] |
| 2011 | Antalya Television Awards               | Mejor actriz de drama     | Meryem Uzerli   | Nominada  | [ 7 ] |
| 2011 | Antalya Television Awards               | Mejor actriz de drama     | Nebahat Çehre   | Nominada  | [ 7 ] |
| 2011 | Antalya Television Awards               | Mejor actriz de reparto   | Filiz Ahmet     | Nominada  | [ 7 ] |
| 2012 | Golden Butterfly Awards                 | Mejor serie               | Muhteşem Yüzyıl | Ganadora  | [ 8 ] |
| 2012 | Golden Butterfly Awards                 | Mejor actriz              | Meryem Uzerli   | Ganadora  | [ 8 ] |
| 2012 | Premios GQ Hombres del año              | Actor del año             | Burak Özçivit   | Ganador   |       |
| 2013 | Premio de la Universidad de Galatasaray | Mejor actor de televisión | Burak Özçivit   | Ganador   |       |
| 2014 | Golden Butterfly Awards                 | Mejor actor               | Halit Ergenç    | Ganador   | [ 9 ] |